# Georg Christoph Kilian
Pour les articles homonymes, voir Kilian.
Georg Christoph Kilian, né le 4 janvier 1709 à Augsbourg et mort le 15 juin 1781 dans la même ville, est un graveur à l'eau-forte au burin et à la manière noire.

## Biographie
Né le 4 janvier 1709 à Augsbourg, Georg Christoph Kilian est le fils aîné et l'élève de Georg Kilian. Après avoir été initié par son père à l'art de graver, il fait un long voyage en Hongrie et en Autriche, mais passe la majeure partie de sa vie à Augsbourg.
Georg Christoph Kilian meurt le 15 juin 1781 dans sa ville natale.

## Œuvres
De retour à Augsbourg, il se mit à éditer des livres à vignettes, et fit paraître, entre autres : Les Ruines d'Athènes de Seyrer; Les Ruines de Balbeck, etc..
Il réunit une magnifique collection de gravures et de dessins précieux, laquelle fut vendue après sa mort, sauf six volumes, donnés par ses héritiers à la bibliothèque d'Augsbourg, et qui contiennent l'œuvre des graveurs de la famille des Kilian. Il a gravé quelques sujets historiques, mais s'est surtout concentré sur les portraits.
On a de lui une centaine de gravures, les unes au burin, les autres à la manière noire, qui représentent presque toutes des portraits de savants et d'artistes célèbres. Il a laissé en manuscrit deux volumes in-folio, contenant des biographies d'artistes célèbres et un volume in-4° sur l'histoire de sa famille.

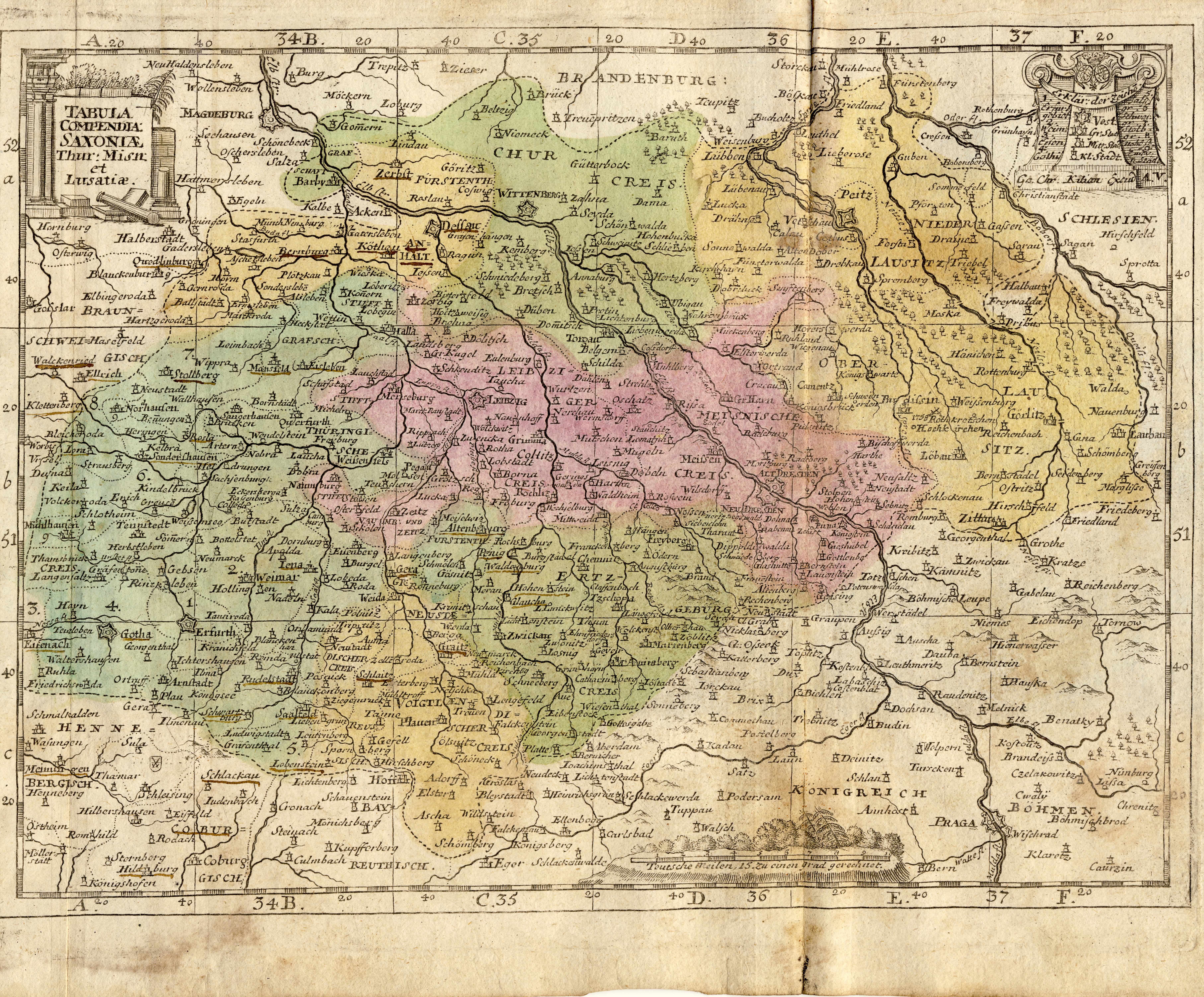
Tabula Compendia Saxoniae (1759).
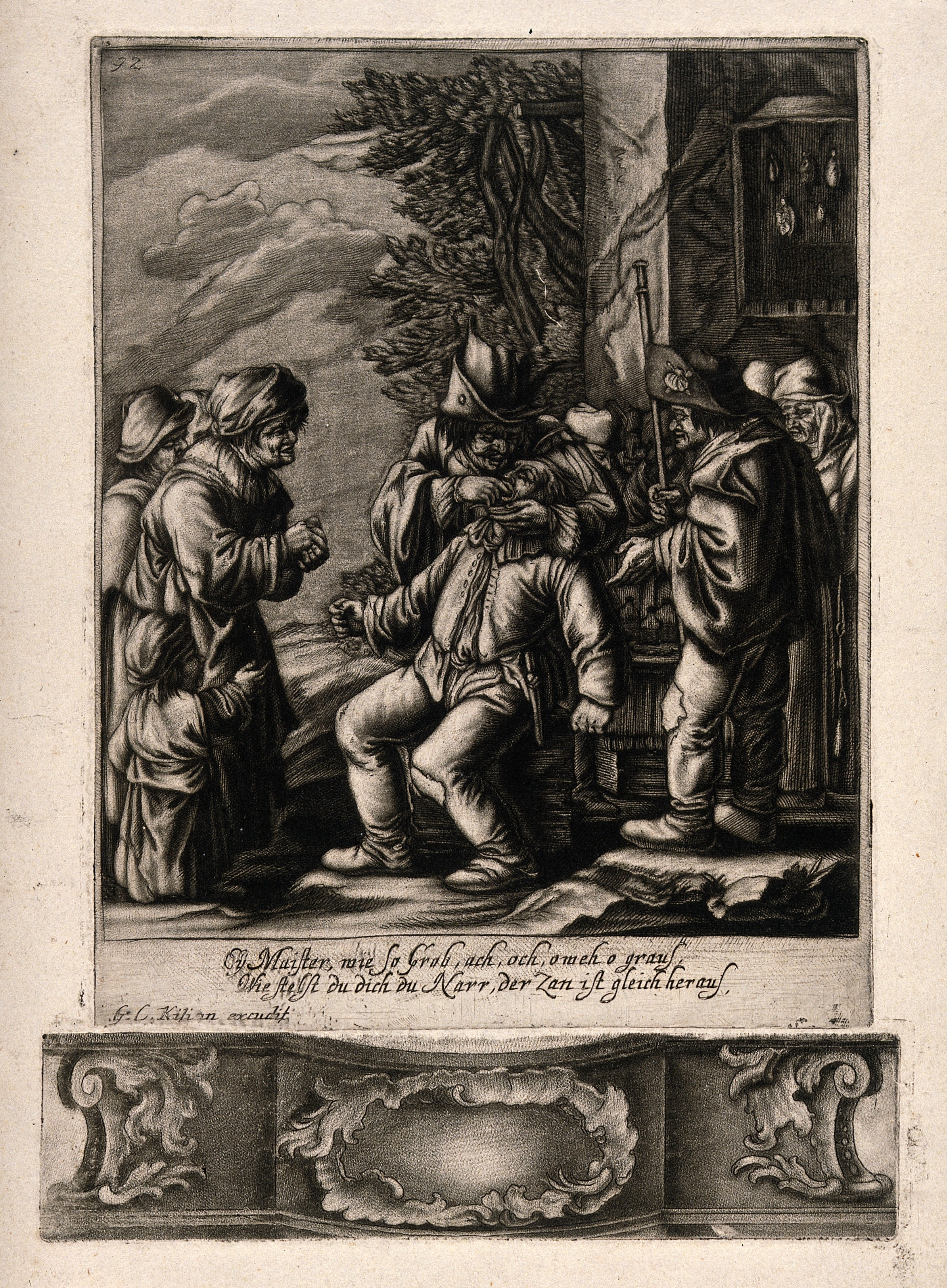
Un arracheur de dents extrayant une dent d'un patient assis, entouré d'une foule de personnes. (Wellcome Collection).
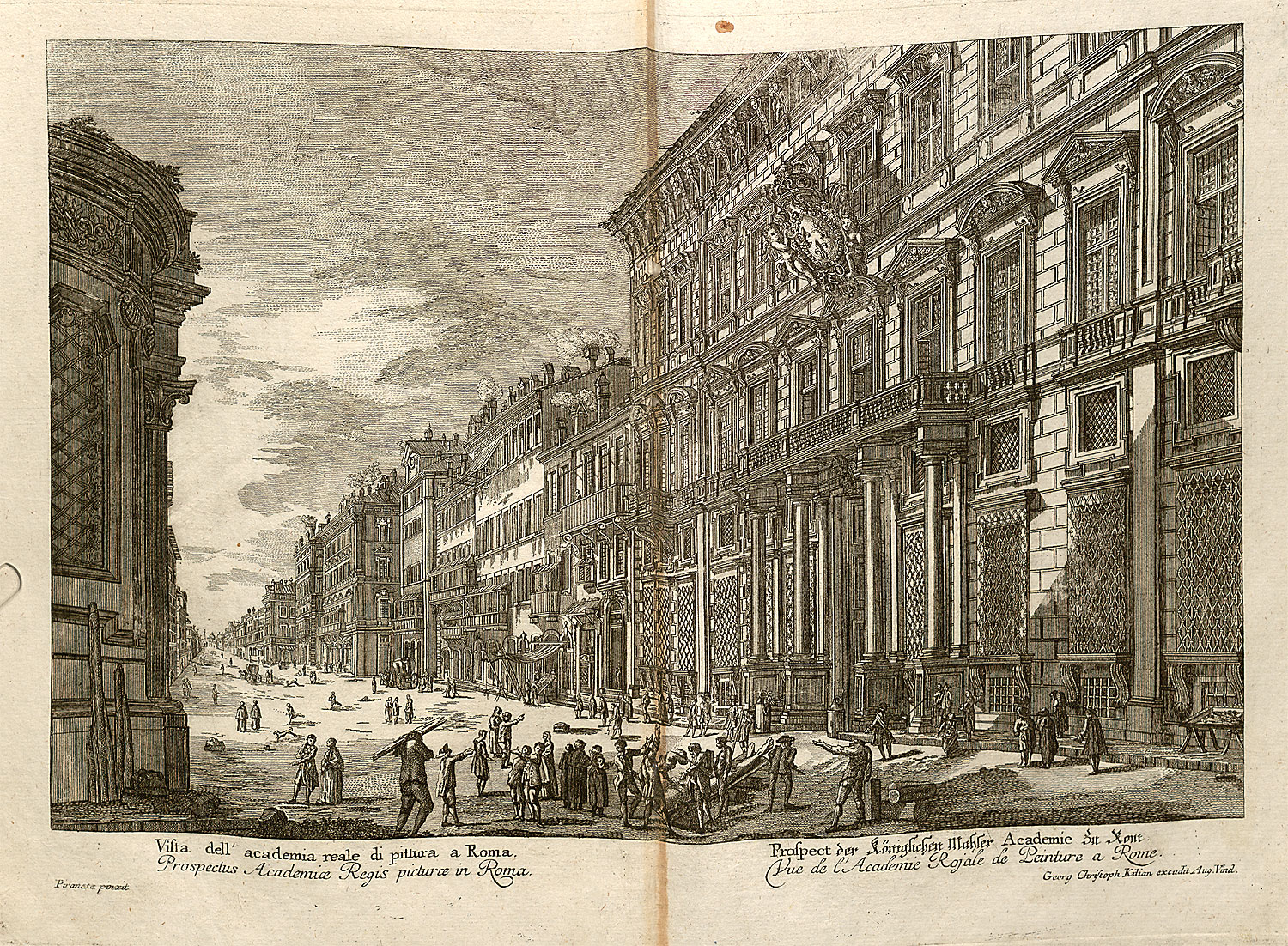
Académie royale de peinture, de la série Feuilles romaines (vers 1770).
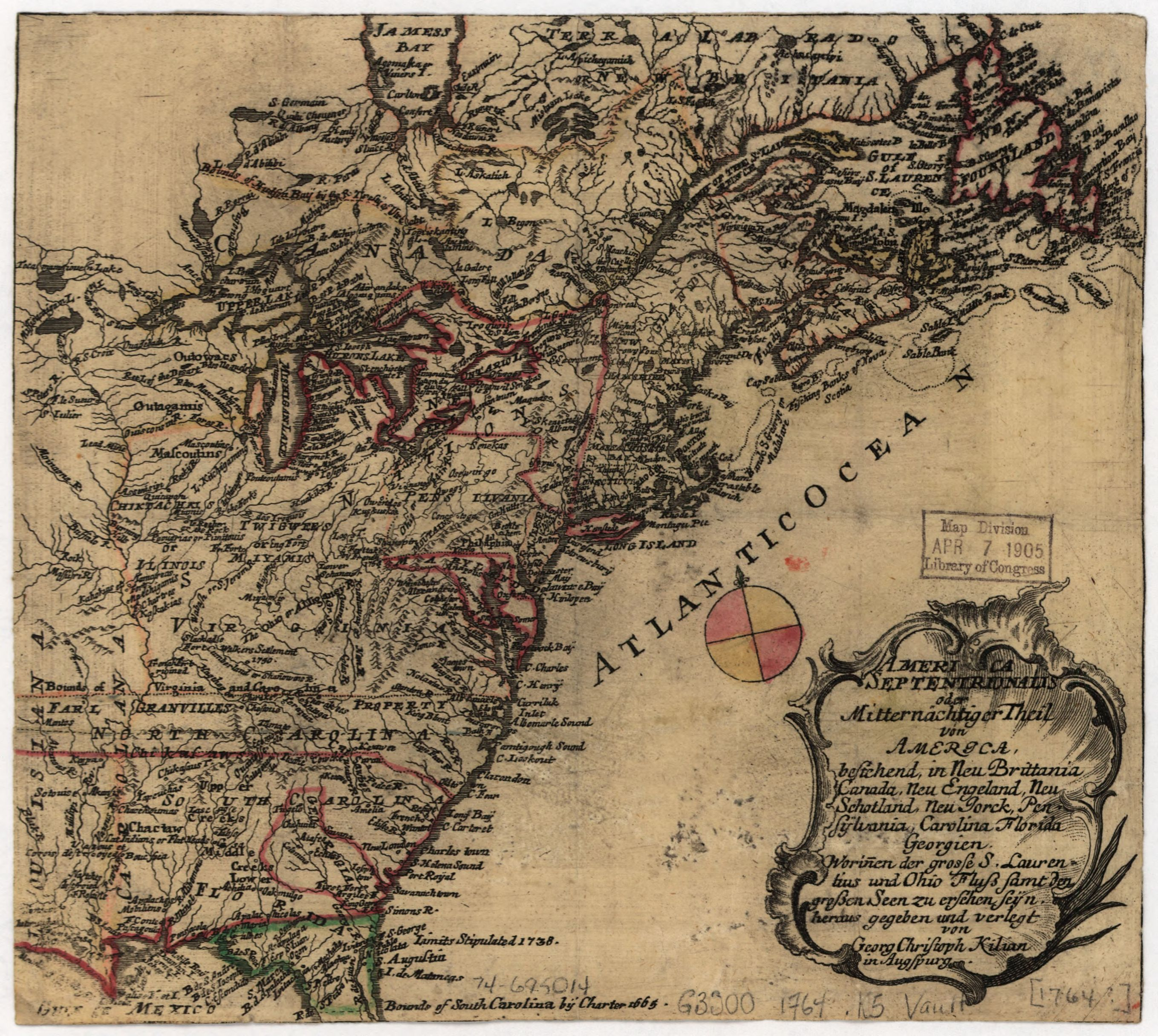
America septentrionalis ou partie septentrionale de l'Amérique (1764, Bibliothèque du Congrès).